# Unionicola ypsilophora
Unionicola ypsilophora är en kvalsterart som först beskrevs av Bonz 1783.  Unionicola ypsilophora ingår i släktet Unionicola och familjen Unionicolidae. Inga underarter finns listade i Catalogue of Life.